# Connie Young (Schauspielerin)
Connie Young (* 9. September 1969 als Connie McFarland) ist eine US-amerikanische Schauspielerin.

## Leben
Young gewann mit elf Jahren die Auszeichnung Best Youth Performer in Utah. Sie feierte 1990 ihr Filmdebüt in der Rolle der Holly Waits im Horrorfilm Troll 2, der einen gewissen Kultstatus gewinnen konnte. Es folgten weitere Besetzungen in Kurz- und Low-Budget-Filmen.
Um 2002 herum war sie am And Action! Actors Studio in Salt Lake City als Ausbilderin tätig. Neben ihren Tätigkeiten im Schauspiel warb sie für Fitnessgeräte. Sie gehört dem Mormonentum an.

## Filmografie
- 1990: Troll 2
- 1996: Fugitive X: Innocent Target
- 2001: Ein Hauch von Himmel (Touched By An Angel) (Fernsehserie, Episode 8x04)
- 2002: The Singles Ward
- 2002: Love Thy Neighbor (Kurzfilm)
- 2004: Sons of Provo
- 2005: Jupiter Landing
- 2006: Hilfe, mein Tagebuch ist ein Bestseller (Read It and Weep)
- 2007: Ice Spiders (Fernsehfilm)
- 2007: The Singles 2nd Ward
- 2008: The Night Before Christmas (Kurzfilm)
- 2008: Friends for Life
- 2009: Das Weihnachtswunder (Christmas Angel)
- 2012: Doorway to Heaven